# Lista över fornlämningar i Gotlands kommun (Etelhem)
Lista över fornlämningar i Gotlands kommun (Etelhem) är en förteckning av ett urval av de fornlämningar som finns i Etelhem i Gotlands kommun.
| Namn          | Lämningstyp                      | Tillkomsttid | Historisk indelning | Plats | Läge                 | ID-nr          | Bild                                      |
| ------------- | -------------------------------- | ------------ | ------------------- | ----- | -------------------- | -------------- | ----------------------------------------- |
| Etelhem 1:1   | Husgrund, förhistorisk/medeltida |              | Etelhem, Gotland    |       | 57.335445, 18.499224 | 10091300010001 | Ladda upp en bild av detta fornminne      |
| Etelhem 2:1   | Husgrund, förhistorisk/medeltida |              | Etelhem, Gotland    |       | 57.336760, 18.505831 | 10091300020001 | Ladda upp en bild av detta fornminne      |
| Etelhem 2:2   | Husgrund, förhistorisk/medeltida |              | Etelhem, Gotland    |       | 57.336762, 18.506080 | 10091300020002 | Ladda upp en bild av detta fornminne      |
| Etelhem 3:1   | Husgrund, förhistorisk/medeltida |              | Etelhem, Gotland    |       | 57.338449, 18.513793 | 10091300030001 | Ladda upp en bild av detta fornminne      |
| Etelhem 3:2   | Husgrund, förhistorisk/medeltida |              | Etelhem, Gotland    |       | 57.338171, 18.513171 | 10091300030002 | Ladda upp en bild av detta fornminne      |
| Etelhem 3:7   | Husgrund, förhistorisk/medeltida |              | Etelhem, Gotland    |       | 57.337492, 18.512358 | 10091300030007 | Ladda upp en bild av detta fornminne      |
| Etelhem 3:11  | Husgrund, förhistorisk/medeltida |              | Etelhem, Gotland    |       | 57.337863, 18.512674 | 10091300030011 | Ladda upp en bild av detta fornminne      |
| Etelhem 4:1   | Hällristning                     |              | Etelhem, Gotland    |       | 57.340853, 18.505799 | 11100000000273 | Ladda upp en bild av detta fornminne      |
| Etelhem 4:2   | Hällristning                     |              | Etelhem, Gotland    |       | 57.340945, 18.505768 | 11100000000274 | Ladda upp en bild av detta fornminne      |
| Etelhem 5:1   | Stensättning                     |              | Etelhem, Gotland    |       | 57.331315, 18.508895 | 10091300050001 | Ladda upp en bild av detta fornminne      |
| Etelhem 5:2   | Stensättning                     |              | Etelhem, Gotland    |       | 57.331165, 18.508916 | 10091300050002 | Ladda upp en bild av detta fornminne      |
| Etelhem 5:3   | Stensättning                     |              | Etelhem, Gotland    |       | 57.331069, 18.509153 | 10091300050003 | Ladda upp en till bild av detta fornminne |
| Etelhem 6:1   | Gravfält                         |              | Etelhem, Gotland    |       | 57.331092, 18.510266 | 10091300060001 | Ladda upp en bild av detta fornminne      |
| Etelhem 8:1   | Gravfält                         |              | Etelhem, Gotland    |       | 57.329959, 18.509391 | 10091300080001 | Ladda upp en bild av detta fornminne      |
| Etelhem 9:1   | Husgrund, förhistorisk/medeltida |              | Etelhem, Gotland    |       | 57.343387, 18.486424 | 11000000000658 | Ladda upp en bild av detta fornminne      |
| Etelhem 10:1  | Husgrund, förhistorisk/medeltida |              | Etelhem, Gotland    |       | 57.377213, 18.489166 | 10091300100001 | Ladda upp en bild av detta fornminne      |
| Etelhem 10:2  | Husgrund, förhistorisk/medeltida |              | Etelhem, Gotland    |       | 57.377501, 18.488871 | 10091300100002 | Ladda upp en bild av detta fornminne      |
| Etelhem 10:3  | Husgrund, förhistorisk/medeltida |              | Etelhem, Gotland    |       | 57.377610, 18.488600 | 10091300100003 | Ladda upp en bild av detta fornminne      |
| Etelhem 10:4  | Husgrund, förhistorisk/medeltida |              | Etelhem, Gotland    |       | 57.377921, 18.489041 | 10091300100004 | Ladda upp en bild av detta fornminne      |
| Etelhem 10:5  | Husgrund, förhistorisk/medeltida |              | Etelhem, Gotland    |       | 57.378040, 18.488470 | 10091300100005 | Ladda upp en bild av detta fornminne      |
| Etelhem 10:6  | Husgrund, förhistorisk/medeltida |              | Etelhem, Gotland    |       | 57.378290, 18.489779 | 10091300100006 | Ladda upp en bild av detta fornminne      |
| Etelhem 10:12 | Husgrund, förhistorisk/medeltida |              | Etelhem, Gotland    |       | 57.378296, 18.488540 | 10091300100012 | Ladda upp en bild av detta fornminne      |
| Etelhem 10:13 | Husgrund, förhistorisk/medeltida |              | Etelhem, Gotland    |       | 57.378354, 18.488771 | 10091300100013 | Ladda upp en bild av detta fornminne      |
| Etelhem 11:1  | Husgrund, förhistorisk/medeltida |              | Etelhem, Gotland    |       | 57.351544, 18.504921 | 10091300110001 | Ladda upp en bild av detta fornminne      |
| Etelhem 12:1  | Husgrund, förhistorisk/medeltida |              | Etelhem, Gotland    |       | 57.357946, 18.532903 | 10091300120001 | Ladda upp en bild av detta fornminne      |
| Etelhem 13:1  | Husgrund, förhistorisk/medeltida |              | Etelhem, Gotland    |       | 57.358369, 18.531246 | 11000000000661 | Ladda upp en bild av detta fornminne      |
| Etelhem 13:2  | Husgrund, förhistorisk/medeltida |              | Etelhem, Gotland    |       | 57.358084, 18.530993 | 11000000000662 | Ladda upp en bild av detta fornminne      |
| Etelhem 14:1  | Gravfält                         |              | Etelhem, Gotland    |       | 57.364460, 18.531353 | 10091300140001 | Ladda upp en bild av detta fornminne      |
| Etelhem 14:2  | Stensättning                     |              | Etelhem, Gotland    |       | 57.364471, 18.532101 | 10091300140002 | Ladda upp en bild av detta fornminne      |
| Etelhem 15:1  | Stensättning                     |              | Etelhem, Gotland    |       | 57.365013, 18.530461 | 10091300150001 | Ladda upp en bild av detta fornminne      |
| Etelhem 15:2  | Stensättning                     |              | Etelhem, Gotland    |       | 57.364873, 18.530340 | 10091300150002 | Ladda upp en bild av detta fornminne      |
| Etelhem 16:1  | Gravfält                         |              | Etelhem, Gotland    |       | 57.363565, 18.529706 | 10091300160001 | Ladda upp en bild av detta fornminne      |
| Etelhem 17:1  | Husgrund, förhistorisk/medeltida |              | Etelhem, Gotland    |       | 57.364114, 18.550508 | 10091300170001 | Ladda upp en bild av detta fornminne      |
| Etelhem 18:1  | Husgrund, förhistorisk/medeltida |              | Etelhem, Gotland    |       | 57.364984, 18.546879 | 10091300180001 | Ladda upp en bild av detta fornminne      |
| Etelhem 18:2  | Husgrund, förhistorisk/medeltida |              | Etelhem, Gotland    |       | 57.364726, 18.546752 | 10091300180002 | Ladda upp en bild av detta fornminne      |
| Etelhem 19:1  | Husgrund, förhistorisk/medeltida |              | Etelhem, Gotland    |       | 57.363812, 18.557008 | 10091300190001 | Ladda upp en bild av detta fornminne      |
| Etelhem 21:1  | Husgrund, förhistorisk/medeltida |              | Etelhem, Gotland    |       | 57.359302, 18.557968 | 10091300210001 | Ladda upp en bild av detta fornminne      |
| Etelhem 23:1  | Husgrund, förhistorisk/medeltida |              | Etelhem, Gotland    |       | 57.337389, 18.485764 | 10091300230001 | Ladda upp en bild av detta fornminne      |
| Etelhem 23:4  | Husgrund, förhistorisk/medeltida |              | Etelhem, Gotland    |       | 57.337787, 18.486704 | 10091300230004 | Ladda upp en bild av detta fornminne      |
| Etelhem 24:1  | Husgrund, förhistorisk/medeltida |              | Etelhem, Gotland    |       | 57.336773, 18.487021 | 10091300240001 | Ladda upp en bild av detta fornminne      |
| Etelhem 26:1  | Stensättning                     |              | Etelhem, Gotland    |       | 57.321235, 18.506574 | 10091300260001 | Ladda upp en bild av detta fornminne      |
| Etelhem 26:2  | Stensättning                     |              | Etelhem, Gotland    |       | 57.321384, 18.506620 | 10091300260002 | Ladda upp en bild av detta fornminne      |
| Etelhem 26:3  | Stensättning                     |              | Etelhem, Gotland    |       | 57.321493, 18.506606 | 10091300260003 | Ladda upp en bild av detta fornminne      |
| Etelhem 26:4  | Stensättning                     |              | Etelhem, Gotland    |       | 57.321126, 18.506297 | 10091300260004 | Ladda upp en bild av detta fornminne      |
| Etelhem 27:1  | Hög                              |              | Etelhem, Gotland    |       | 57.326373, 18.456646 | 10091300270001 | Ladda upp en bild av detta fornminne      |
| Etelhem 28:1  | Röse                             |              | Etelhem, Gotland    |       | 57.331150, 18.452954 | 10091300280001 | Ladda upp en bild av detta fornminne      |
| Etelhem 28:2  | Röse                             |              | Etelhem, Gotland    |       | 57.331390, 18.452892 | 10091300280002 | Ladda upp en bild av detta fornminne      |
| Etelhem 28:3  | Stensättning                     |              | Etelhem, Gotland    |       | 57.331599, 18.452972 | 10091300280003 | Ladda upp en bild av detta fornminne      |
| Etelhem 28:4  | Stensättning                     |              | Etelhem, Gotland    |       | 57.331568, 18.453165 | 10091300280004 | Ladda upp en bild av detta fornminne      |
| Etelhem 29:1  | Husgrund, förhistorisk/medeltida |              | Etelhem, Gotland    |       | 57.330333, 18.458622 | 11000000000666 | Ladda upp en bild av detta fornminne      |
| Etelhem 29:2  | Husgrund, förhistorisk/medeltida |              | Etelhem, Gotland    |       | 57.329963, 18.458713 | 11000000000667 | Ladda upp en bild av detta fornminne      |
| Etelhem 30:1  | Husgrund, förhistorisk/medeltida |              | Etelhem, Gotland    |       | 57.336619, 18.436472 | 10091300300001 | Ladda upp en bild av detta fornminne      |
| Etelhem 30:2  | Husgrund, förhistorisk/medeltida |              | Etelhem, Gotland    |       | 57.336312, 18.436580 | 10091300300002 | Ladda upp en bild av detta fornminne      |
| Etelhem 31:1  | Husgrund, förhistorisk/medeltida |              | Etelhem, Gotland    |       | 57.332269, 18.469717 | 10091300310001 | Ladda upp en bild av detta fornminne      |
| Etelhem 32:1  | Husgrund, förhistorisk/medeltida |              | Etelhem, Gotland    |       | 57.337224, 18.497858 | 10091300320001 | Ladda upp en bild av detta fornminne      |
| Etelhem 35:1  | Stensättning                     |              | Etelhem, Gotland    |       | 57.334715, 18.438198 | 10091300350001 | Ladda upp en bild av detta fornminne      |
| Etelhem 36:1  | Röse                             |              | Etelhem, Gotland    |       | 57.335020, 18.448587 | 10091300360001 | Ladda upp en bild av detta fornminne      |
| Etelhem 41:1  | Hällristning                     |              | Etelhem, Gotland    |       | 57.334756, 18.498531 | 11100000000368 | Ladda upp en bild av detta fornminne      |
| Etelhem 54:1  | Stensättning                     |              | Etelhem, Gotland    |       | 57.328392, 18.528082 | 10091300540001 | Ladda upp en bild av detta fornminne      |
| Etelhem 55:1  | Husgrund, förhistorisk/medeltida |              | Etelhem, Gotland    |       | 57.348487, 18.503575 | 10091300550001 | Ladda upp en bild av detta fornminne      |
| Etelhem 55:4  | Husgrund, förhistorisk/medeltida |              | Etelhem, Gotland    |       | 57.348100, 18.503312 | 10091300550004 | Ladda upp en bild av detta fornminne      |
| Etelhem 55:6  | Husgrund, förhistorisk/medeltida |              | Etelhem, Gotland    |       | 57.348182, 18.503816 | 10091300550006 | Ladda upp en bild av detta fornminne      |
| Etelhem 55:7  | Husgrund, förhistorisk/medeltida |              | Etelhem, Gotland    |       | 57.347781, 18.502945 | 10091300550007 | Ladda upp en bild av detta fornminne      |
| Etelhem 55:9  | Husgrund, förhistorisk/medeltida |              | Etelhem, Gotland    |       | 57.347744, 18.503474 | 10091300550009 | Ladda upp en bild av detta fornminne      |
| Etelhem 57:1  | Stensättning                     |              | Etelhem, Gotland    |       | 57.360671, 18.504315 | 10091300570001 | Ladda upp en bild av detta fornminne      |
| Etelhem 57:2  | Stensättning                     |              | Etelhem, Gotland    |       | 57.360204, 18.504361 | 10091300570002 | Ladda upp en bild av detta fornminne      |
| Etelhem 67:1  | Stensättning                     |              | Etelhem, Gotland    |       | 57.366060, 18.487510 | 10091300670001 | Ladda upp en bild av detta fornminne      |
| Etelhem 69:1  | Stensättning                     |              | Etelhem, Gotland    |       | 57.361654, 18.499794 | 10091300690001 | Ladda upp en bild av detta fornminne      |
| Etelhem 71:1  | Stensättning                     |              | Etelhem, Gotland    |       | 57.376241, 18.491856 | 10091300710001 | Ladda upp en bild av detta fornminne      |
| Etelhem 76:1  | Gravfält                         |              | Etelhem, Gotland    |       | 57.374778, 18.470357 | 10091300760001 | Ladda upp en bild av detta fornminne      |
| Etelhem 83:1  | Stenkrets                        |              | Etelhem, Gotland    |       | 57.374271, 18.472373 | 10091300830001 | Ladda upp en bild av detta fornminne      |
| Etelhem 84:1  | Grav markerad av sten/block      |              | Etelhem, Gotland    |       | 57.373951, 18.473630 | 10091300840001 | Ladda upp en bild av detta fornminne      |
| Etelhem 88:1  | Stensättning                     |              | Etelhem, Gotland    |       | 57.358254, 18.526942 | 10091300880001 | Ladda upp en bild av detta fornminne      |
| Etelhem 90:1  | Hällristning                     |              | Etelhem, Gotland    |       | 57.335265, 18.521427 | 11100000000478 | Ladda upp en bild av detta fornminne      |
| Etelhem 90:2  | Hällristning                     |              | Etelhem, Gotland    |       | 57.335265, 18.521427 | 11100000000479 | Ladda upp en bild av detta fornminne      |
| Etelhem 95:1  | Stensättning                     |              | Etelhem, Gotland    |       | 57.320140, 18.516864 | 10091300950001 | Ladda upp en bild av detta fornminne      |
| Etelhem 95:2  | Stensättning                     |              | Etelhem, Gotland    |       | 57.320514, 18.516936 | 10091300950002 | Ladda upp en bild av detta fornminne      |
| Etelhem 104:1 | Gravfält                         |              | Etelhem, Gotland    |       | 57.328002, 18.509514 | 10091301040001 | Ladda upp en bild av detta fornminne      |
| Etelhem 105:1 | Hällristning                     |              | Etelhem, Gotland    |       | 57.337422, 18.494559 | 11100000000480 | Ladda upp en bild av detta fornminne      |
| Etelhem 105:2 | Hällristning                     |              | Etelhem, Gotland    |       | 57.337496, 18.494531 | 11100000000481 | Ladda upp en bild av detta fornminne      |
| Etelhem 113:1 | Stensättning                     |              | Etelhem, Gotland    |       | 57.362353, 18.523326 | 10091301130001 | Ladda upp en bild av detta fornminne      |
| Etelhem 118:1 | Stensättning                     |              | Etelhem, Gotland    |       | 57.352645, 18.448468 | 10091301180001 | Ladda upp en bild av detta fornminne      |
| Etelhem 121:1 | Gravfält                         |              | Etelhem, Gotland    |       | 57.337714, 18.476435 | 10091301210001 | Ladda upp en bild av detta fornminne      |
| Etelhem 122:1 | Stensättning                     |              | Etelhem, Gotland    |       | 57.355263, 18.472954 | 10091301220001 | Ladda upp en bild av detta fornminne      |
| Etelhem 126:2 | Stensättning                     |              | Etelhem, Gotland    |       | 57.365356, 18.542455 | 10091301260002 | Ladda upp en bild av detta fornminne      |
| Garde 46:2    | Stensättning                     |              | Etelhem, Gotland    |       | 57.320749, 18.528491 | 10092300460002 | Ladda upp en bild av detta fornminne      |
| Garde 46:3    | Stensättning                     |              | Etelhem, Gotland    |       | 57.320714, 18.528350 | 10092300460003 | Ladda upp en bild av detta fornminne      |
| Lye 109:2     | Stensättning                     |              | Etelhem, Gotland    |       | 57.370278, 18.481650 | 10095001090002 | Ladda upp en bild av detta fornminne      |